# Scutpelecopsis krausi
Scutpelecopsis krausi là một loài nhện trong họ Linyphiidae.
Loài này thuộc chi Scutpelecopsis. Scutpelecopsis krausi được Jörg Wunderlich miêu tả năm 1980.